# كريستال دان
كريستال دان (بالإنجليزية: Crystal Dunn) (3 يوليو 1992 في الولايات المتحدة - ) هي لاعبة كرة قدم أمريكية في مركز الدفاع، شاركت في الألعاب الأولمبية الصيفية 2016. وشاركت مع منتخب الولايات المتحدة تحت 17 سنة للسيدات لكرة القدم ‏ ومنتخب الولايات المتحدة تحت 20 سنة للسيدات لكرة القدم ومنتخب الولايات المتحدة لكرة القدم للسيدات. أما مع النوادي، فقد لعبت مع واشنطن سبيريت ونادي تشيلسي لكرة القدم للسيدات.

## وصلات خارجية
- كريستال دان على موقع الاتحاد الدولي (مؤرشف)  (الإنجليزية)
- كريستال دان على موقع قاعدة بيانات كرة القدم.إي يو (الإنجليزية)
- كريستال دان على موقع Soccerway.com (الإنجليزية)
- كريستال دان على موقع عالم كرة القدم.نت (الإنجليزية)
- كريستال دان على موقع اللجنة الأولمبية الدولية (الإنجليزية)
- كريستال دان على موقع أوليمبيديا (الإنجليزية)